# 892 Seeligeria
Seeligeria (asteróide 892) é um asteróide da cintura principal com um diâmetro de 76,02 quilómetros, a 2,9087442 UA. Possui uma excentricidade de 0,0990082 e um período orbital de 2 118,71 dias (5,8 anos).
Seeligeria tem uma velocidade orbital média de 16,57678872 km/s e uma inclinação de 21,31533º.
Esse asteróide foi descoberto em 31 de Maio de 1918 por Max Wolf.